# 20-as busz (Dunaharaszti)
A Dunaharaszti 20-as busz a MÁV-alsó és a HÉV állomás között közlekedik. A helyiek gyakran "vonatpótló járat"-ként hívják. A járatot a Ventona-Trans Kft. üzemelteti.

## Története
A járat kifejezetten a 150-es vasútvonal felújítási vágányzár miatt jött létre, a célja, hogy az embereket a HÉV-től a MÁV-alsó megállóhoz szállítsa, ugyanis a Volánbusz vonatpótló járatai nem érintik a Dunaharaszti-alsó megállóhelyet. A városban korábban is közlekedett 2-es jelzéssel autóbusz-vonal, ami a MÁV-alsó - HÉV állomás - Határ út - TESCO útvonalon közlekedett.
2013. január 1-jétől a Ventona-Trans a Zöldfa utca és a MÁV-alsó végállomás között megállókat létesített, hogy az utasoknak ne kelljen visszagyalogolnia a végállomástól.
2022. május 2-án, eredetileg vonatpótló járat jelzéssel autóbusz-járatot indítottak a HÉV állomás és MÁV-alsó között, hogy a H6-os HÉV-vel közlekedő emberek a 150-es vasútvonal hiánya miatt is el tudjanak jutni Dunaharaszti-alsóhoz. A busz a két végállomás között nem állt meg, a 2-es járattal ellentétben nem a Magyar utcán, hanem a Némedi út - Piactér - MÁV-alsó utca útvonalon közlekedett. A járat 30 percenként járt, a menetideje a két végállomás között átlagosan 6 perc volt, amivel gyorsjárat létesült a két végállomás között.
2023. január 30-ától a 150-es vasútvonal átépítése miatt a Dunaharaszti-alsó vasúti megállóhely melletti, Magyar utcai végállomást a vasútépítés végéig megszüntették, és az érintett járatok végállomását áthelyezték. A 2-es busz végállomása a MÁV-alsó utca és a Kaszala Károly utca sarkára, míg a 2-es és 4-es végállomása a Magyar utca és a Homok utca sarkára került.
2024. január 15-étől 20-as jelzéssel közlekedik. Két héttel később, 29-étől elveszti gyorsjárat jellegét, a busz fel- és leszálló esetén megáll a Dózsa György út, Baktay Ervin tér, Dunaharaszti vasútállomás és Piactér megállóhelyeken is.
2024. szeptember 23-ától a busz terelve, a Külső HÉV-állomás - Városháza - MÁV-alsó útvonalon közlekedik.
A járat csak munkanapokon, csúcsidőben közlekedik.

## Megállói
Az átszállási kapcsolatok között az azonos járat is fel van tüntetve.
| 0 | Dunaharaszti, HÉV állomás végállomás | 7 | 1110 650, 653, 654, 655, 659, 660, 679 1, 1Y, 2, 3, 4, 14, 20   |
| 2 | Dózsa György út                      | 5 | 1, 1Y, 3, 4, 20                                                 |
| 3 | Baktay Ervin tér                     | 4 | 1, 1Y, 3, 4, 20                                                 |
| 4 | Dunaharaszti vasútállomás            | 3 | Budapest–Kunszentmiklós-Tass–Kelebia-vasútvonal 1, 1Y, 3, 4, 20 |
| 5 | Piactér                              | 2 | 1, 1Y, 3, 4, 20                                                 |
| 7 | MÁV-alsó végállomás                  | 0 | Budapest–Kunszentmiklós-Tass–Kelebia-vasútvonal 2, 4, 20        |

## Útvonala
| Dunaharaszti-alsó MÁV állomás (MÁV-alsó) felé                                                                                                 |  |
| --- |  |
| Dunaharaszti-külső HÉV állomás – Fő út – Dózsa György út – Móricz Zsigmond utca – Temető utca – MÁV-alsó utca - Dunaharaszti-alsó MÁV állomás |  |
| Dunaharaszti-külső HÉV állomás felé |  |
| Dunaharaszti-alsó MÁV állomás – MÁV-alsó utca – Temető utca – Móricz Zsigmond utca – Némedi út – Fő út – Dunaharaszti-külső HÉV állomás       |  |